# Azer Pacha Nematov
Pour les articles homonymes, voir Nematov.
Azer Pacha Nematov (en azéri : Azər Paşa Zəfər oğlu Nemətov ; né le 13 août 1947 à Bakou et mort le 9 avril 2023 dans la même ville)  est un artiste du peuple de la République d'Azerbaïdjan (2002), metteur en scène, président du conseil d'administration de l'Union des employées de théâtre, directeur artistique-directeur en chef (depuis 2015) et directeur (depuis 2016) du Théâtre dramatique national académique d'État d'Azerbaïdjan.

## Biographie
Azer pasha Nemetov est né dans la famille du célèbre metteur en scène Zafar Nemetov, qui a travaillé au Théâtre des Jeunes Spectateurs (TJS). Il a mis en scène plus d'une centaine de pièces. Il avait un fort sentiment et un intérêt pour la musique depuis l'enfance. Il termine l'école secondaire de musique du nom de Bulbul. Il étudie ensuite au Conservatoire d'État d'Azerbaïdjan, dans la classe du compositeur de renommée mondiale Gara Garayev. Il compose également des chansons pendant ses années d'études.En 1965, il entre à la faculté de mise en scène de l'Institut du théâtre.

## Parcours professionnel
Après avoir terminé les cours stage chez le réalisateur Mehdi Mammadov, il travaille comme professeur assistant deux ans plus tard. Le travail de diplôme Mon frère joue de la clarinette (A. Aleksin, Robert Rozhdestvensky et Oleg Feltsman) est présenté dans la section russe du Théâtre des jeunes spectateurs. En 1972, il travaille comme assistant réalisateur, puis comme metteur en scène au TJS de Saint-Pétersbourg. En 1977, il revient à Bakou et travaille comme metteur en scène et directeur en chef (1983-1990) au TJS.
Depuis le 20 avril 1990, il est metteur en scène du Théâtre dramatique national académique d'État d'Azerbaïdjan. En 1991 et 1996, il est élu président du conseil d'administration de l'Union des employées de théâtre. Il est lauréat du concours de l'URSS du nom d'Andrey Popov (1985). Ses performances sont couronnées de succès dans les festivals et concours organisés à Istanbul, Achgabat et Moscou.
Le 18 juillet 2014, il est élu membre du conseil d'administration du Fonds du savoir auprès du président de la République d'Azerbaïdjan.
Le 31 août 2015, il devient le directeur artistique-directeur en chef du Théâtre dramatique national académique d'État d'Azerbaïdjan, et le 6 janvier 2016, directeur général du théâtre.